# Notre-Dame d'Anosivolakely
Notre-Dame d'Anosivolakely est le vocable sous lequel est appelé la Vierge Marie à l'occasion de plusieurs apparitions qui auraient eu lieu entre 1990 et 2000 dans le petit village de Anosivolakely, dans le district d'Anjozorobe à Madagascar.

## Antananarivo-Ambohimanga-Anjozorobe-Anosivolakely: «La Route Nationale 3»

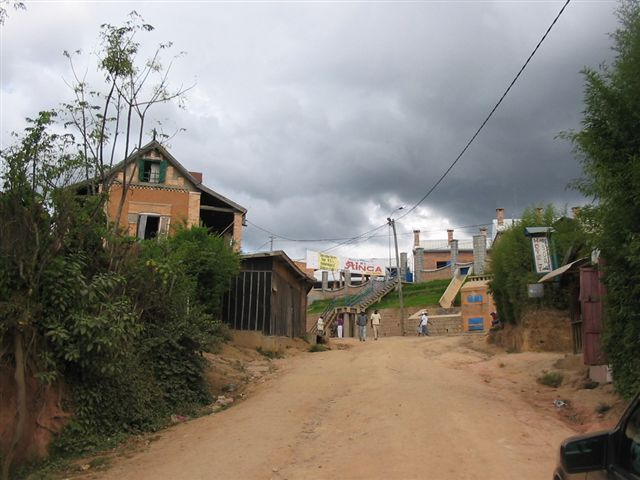
Prolongement de la RN3 vers Anosivolakely.

Anosivolakely se situe dans le prolongement de la RN 3 qui a pour point de départ Antananarivo, la capitale, et se termine à Anjozorobe. Elle dessert des communes clefs de la géographie sacrée malgache : Ambohimanga, haut lieu de l’histoire de la royauté et des religions traditionnelles malgaches, inscrit au patrimoine mondial de l’UNESCO, Ambiatibe, lieu où a été fusillé le missionnaire jésuite Jacques Berthieu (8 juin 1896), et Anjozorobe, berceau du mouvement nationaliste malgache du XIXe siècle : les Menalamba.

## Genèse des apparitions selon les protagonistes
À la demande de ses voisins riziculteurs, Patrice Raharimanana, dit Ra-Patrice, un catéchiste, se rend à Andasibe, le 10 novembre 1990 pour y passer un temps de prière avec eux. Après quoi, il regagne sa chambre à coucher quand, selon ses dires, vers 22 heures, la Vierge Marie lui serait apparue dans un espace en forme de grotte, tenant dans une main un chapelet noir et dans l’autre une Bible malgache, et prononçant ces mots : « Mon Fils Jésus Christ m’a envoyée auprès de toi pour te communiquer un message et te confier un travail. Je suis sainte Marie, Reine, Mère de Jésus-Christ » ; puis elle aurait lu en entier, en malgache, le troisième chapitre de la Deuxième lettre de saint Paul à Timothée (2 Tm, 3).
Malanjaona Rakotomalala[Qui ?] indique que la Vierge Marie serait aussi apparue à une paysanne, Rajoséphine, utilisant une source dite miraculeuse, sans lien avec l'Église locale.
Selon Patrice Raharimanana, ce message, qu'il serait chargé de répandre à tous les habitants de la Grande Île, serait destiné à tous les Malgaches, mettant l’accent sur quatre fléaux : l’amour propre, l’amour de l’argent, l’amour des honneurs et les plaisirs de la chair, qu’elle aimerait voir vigoureusement combattu par le peuple malgache ainsi que la nécessité d’une conversion authentique à Dieu. La Vierge lui aurait demandé en outre de procéder à la construction d’une église à Anosivolakely pour que des « Malgaches et des gens venus du monde entier viennent y adorer Son Fils et la vénérer. » Le jour de l’inauguration de l’église, en 1996, elle aurait promis des grâces à tous les pèlerins d’Anosivolakely.

## Intérêt local pour les événements
Le site marial d’Anosivolakely suscite l’intérêt croissant des paroisses malgaches - qui sont de plus en plus nombreuses à organiser des pèlerinages pour leurs fidèles respectifs[réf. nécessaire].
Selon certains sociologues, les événements d'Anosivolakely témoignent du succès d’une certaine forme de catholicisme populaire et affectif à Madagascar, ou représentent une appropriation indigène du christianisme.
La sociologue Sophie Blanchy voit dans le succès d’Anosivolakely une continuité du travail de conversion dans la région et de « ces longues queues formées à toute heure devant les confesseurs assis ça ou là sur une simple chaise ».
Pour les prêtres locaux, comme le curé de Betatao ou le père Soudré, Anosivolakely « a sûrement revalorisé ce sacrement dans le pays".

### L’intervention du Président de la République
De retour de pèlerinage à Anosivolakely, un proche du chef de l’État se propose comme médiateur d’une rencontre entre le Président Albert Zafy et le catéchiste Ra-Patrice. Ce dernier est reçu le 24 mai[Quand ?] au Palais d’État, par le couple présidentiel qui est catholique. 
Deux jours plus tard, le dimanche 26 mai, fête de la Pentecôte, le Président de la République Albert Zafy relaie le « message de Notre Dame d’Anosivolakely » sur la radio nationale.

## Sources bibliographiques
- C. Parmantier et Patrick Sbalchiero, «  Anosivolakely  », dans René Laurentin, Sylvie Barnay, Patrick Sbalchiero (préf. Roger Etchegaray), Dictionnaire des « apparitions » de la Vierge Marie - Inventaire des origines à nos jours. Méthodologie, bilan interdisciplinaire, prospective, Paris, Fayard, 2007 (ISBN 978-2-213-63101-1), annexes.